# テレビ東京系列土曜朝のアニメ・子供向け番組ゾーン
本項では、テレビ東京系列にて毎週土曜日（6:45 - 11:00、時期・地域によって変動あり）の午前に放映されている、テレビアニメや特撮等を初めとした子供向け番組の一覧について解説する。なお、本項名は便宜的なものであることに注意されたい。

## 概要
テレビ東京では、1990年代後半から日曜日と共に子供向けのアニメ番組を朝に編成するようになった。これにより、それまで主体であった社会・教養番組は大幅に削減された。
当初は、一般的な小学校・中学校の授業が始まるまでの時間帯（7時台 - 8時台前半）に絞られていたが、2002年に義務教育の学校週5日制が施行されると本数は急拡大。2025年現在では7時台から10時台にかけて、男児・少年向け、女児・少女向けを中心としたさまざまなアニメ・特撮作品などが放映されている。
2011年3月11日に発生した東北地方太平洋沖地震（東日本大震災）により、翌12日は報道特番で全番組が休止となった。このため4月期の新番組の開始を1週繰り下げたほか、一部の枠では当時非アニメだった日曜10時からの枠を利用して振り替え放送も行われていた。

### 各系列局での編成について
大半の番組はネットワークセールスとして同時ネットで放送されている。9時台に限っては2015年度までローカルセールスとなっており、ネット局によって放送日時が異なっていたが、2016年4月期以降は、土曜9時台もネットワークセールスに移行している。
2021年7月期からの7時台前半（7:00 - 7:30）の番組群（「イニミニマニモ」枠）は、基本的に関東ローカル（もしくは一部地域のみ）での放送となっている。
| 時間  | テレビ東京 | テレビ北海道                                                             | テレビ愛知                                                               | テレビ大阪                                                               | テレビせとうち                                                           | TVQ九州放送                                                              | 時間  |
| ----- | --- | ------------------------------------------------------------------------ | ------------------------------------------------------------------------ | ------------------------------------------------------------------------ | ------------------------------------------------------------------------ | ------------------------------------------------------------------------ | ----- |
| 7:00  | イニミニマニモ - しゅつどう!パジャマスク（第157話 - ） - かいじゅうせかいせいふく - シブヤラブハチ（第3期） - ミニミニminini - かんたん工作 チョキラーペタラー（再放送） | （通販番組）                                                             | （一般番組）                                                             | 釣りキチ三平 （系列外制作・再放送）                                      | （一般番組）                                                             | パウ・パトロール（海外アニメ・再放送）                                   | 7:00  |
| 7:20  | イニミニマニモ - しゅつどう!パジャマスク（第157話 - ） - かいじゅうせかいせいふく - シブヤラブハチ（第3期） - ミニミニminini - かんたん工作 チョキラーペタラー（再放送） | （通販番組）                                                             | （一般番組）                                                             | 天気予報                                                                 | （一般番組）                                                             | パウ・パトロール（海外アニメ・再放送）                                   | 7:20  |
| 7:24  | イニミニマニモ - しゅつどう!パジャマスク（第157話 - ） - かいじゅうせかいせいふく - シブヤラブハチ（第3期） - ミニミニminini - かんたん工作 チョキラーペタラー（再放送） | （通販番組）                                                             | （一般番組）                                                             | たこるTV（コーナーアニメ）                                               | （一般番組）                                                             | パウ・パトロール（海外アニメ・再放送）                                   | 7:24  |
| 7:30  | ニンジャラ | ニンジャラ                                                               | ニンジャラ                                                               | ニンジャラ                                                               | ニンジャラ                                                               | ニンジャラ                                                               | 7:30  |
| 8:00  | カードファイト!! ヴァンガード Divinez デラックス決勝編（テレビ愛知幹事）                                                                                                 | カードファイト!! ヴァンガード Divinez デラックス決勝編（テレビ愛知幹事） | カードファイト!! ヴァンガード Divinez デラックス決勝編（テレビ愛知幹事） | カードファイト!! ヴァンガード Divinez デラックス決勝編（テレビ愛知幹事） | カードファイト!! ヴァンガード Divinez デラックス決勝編（テレビ愛知幹事） | カードファイト!! ヴァンガード Divinez デラックス決勝編（テレビ愛知幹事） | 8:00  |
| 8:30  | しまじろうのわお!（テレビせとうち制作） | しまじろうのわお!（テレビせとうち制作）                                  | しまじろうのわお!（テレビせとうち制作）                                  | しまじろうのわお!（テレビせとうち制作）                                  | しまじろうのわお!（テレビせとうち制作）                                  | しまじろうのわお!（テレビせとうち制作）                                  | 8:30  |
| 9:00  | ウルトラマンオメガ（特撮） | ウルトラマンオメガ（特撮）                                               | ウルトラマンオメガ（特撮）                                               | ウルトラマンオメガ（特撮）                                               | ウルトラマンオメガ（特撮）                                               | ウルトラマンオメガ（特撮）                                               | 9:00  |
| 9:30  | ギャビーのドールハウス（海外アニメ・ドラマ） | ギャビーのドールハウス（海外アニメ・ドラマ）                             | ギャビーのドールハウス（海外アニメ・ドラマ）                             | ギャビーのドールハウス（海外アニメ・ドラマ）                             | ギャビーのドールハウス（海外アニメ・ドラマ）                             | ギャビーのドールハウス（海外アニメ・ドラマ）                             | 9:30  |
| 9:45  | ぷにるんず ぷに3 | ぷにるんず ぷに3                                                         | ぷにるんず ぷに3                                                         | ぷにるんず ぷに3                                                         | ぷにるんず ぷに3                                                         | ぷにるんず ぷに3                                                         | 9:45  |
| 10:00 | ホットウィール モンスタートラック（海外アニメ）（10:30まで） | ホットウィール モンスタートラック（海外アニメ）（10:30まで）             | ホットウィール モンスタートラック（海外アニメ）（10:30まで）             | ホットウィール モンスタートラック（海外アニメ）（10:30まで）             | ホットウィール モンスタートラック（海外アニメ）（10:30まで）             | ホットウィール モンスタートラック（海外アニメ）（10:30まで）             | 10:00 |

## 作品一覧
アニメの関連番組（主にあにてれ管轄として括られている番組）や、子ども向けテレビドラマ（特撮番組）についても記述する。放送日時はテレビ東京を基準としている。

### 現在放送中の番組
2025年7月現在。7時台からの番組はすべて切替式字幕放送対応。
- [デ] - 番組連動データ放送
- [二] - 二ヶ国語（英語作品の第1音声は日本語吹き替え、第2音声（副音声）は英語）
- ◎ - BSテレ東（旧：BSジャパン）でも遅れネット
- □ - ドラマ・特撮番組

| 放送時間     | 作品名 | 放送期間 | 備考 |
| ------------ | --- | --- | --- |
| 7:00 - 7:30  | イニミニマニモ 『しゅつどう!パジャマスク（第157話 - ）』&『かいじゅうせかいせいふく』&『シブヤラブハチ（第3期）』&『ミニミニminini』&『かんたん工作 チョキラーペタラー（再放送）』 | 2021年7月3日 - （『イニミニマニモ』枠として） 『ミニミニminini』は2025年1月4日 - 、『しゅつどう!パジャマスク（第157話 - ）』、『かいじゅうせかいせいふく』、『シブヤラブハチ（第3期）』は2025年4月5日 - | 『イニミニマニモ』枠。『しゅつどう!パジャマスク』は海外アニメ、[二]。 テレビ北海道でもネット。 テレビ愛知、テレビ大阪、テレビせとうち、TVQ九州放送は非ネット。 テレビ東京系列以外では山形テレビ、テレビ和歌山、三重テレビ、びわ湖放送でも遅れネットで放送されている。 |
| 7:30 - 8:00  | ニンジャラ[デ] | 2023年10月7日 - （この時間帯として） | 10:00 - 10:30枠より枠移動。 |
| 8:00 - 8:30  | カードファイト!! ヴァンガード Divinez デラックス決勝編 | 2025年7月5日 - | 『カードファイト!! ヴァンガード』シリーズ。 テレビ愛知幹事。 BSではBS日テレにて放送。 |
| 8:30 - 9:00  | しまじろうのわお! | 2015年4月4日 - （この時間帯として） | 『しまじろう』シリーズ。 月曜7:30 - 8:00枠から移動。テレビせとうち制作。 BSではBS11にて放送。 |
| 9:00 - 9:30  | □ウルトラマンオメガ | 2025年7月5日 - | 2025年6月28日は事前番組を放送。 同時間帯は長年に渡って『ウルトラシリーズ』となっている。 |
| 9:30 - 9:45  | □ギャビーのドールハウス[ニ] | 2025年4月5日 - （この時間帯として） | 海外アニメ・ドラマ。日曜 9:00 - 9:15より移動。 |
| 9:45 - 10:00 | ぷにるんず ぷに3 | 2025年7月5日 - | 『ぷにるんず』シリーズ |
| 10:00- 10:30 | ホットウィール モンスタートラック[二]（Hot Wheels Monster Trucks Camp Crush） | 2025年7月5日 - | 海外アニメ。一部エピソードは「ミックスジュース!」枠で放送済み。 |

### 放送終了番組

#### 6時54分 - 7時
いずれも関東ローカル。
- もののくま（2012年5月11日 - 2016年9月24日）

2012年9月28日まで、深夜1:53 - 2:00。2012年10月6日より1分縮小して当枠に移動。
- シルバニアファミリー ミニストーリー（2017年10月7日 - 12月23日）
- 超ときめき「シャドウバースＦ」宣伝部（2022年10月1日 - 10月29日）
- ラーバ（2022年12月3日 - 2023年3月25日）

#### 7時 - 7時30分
- タオタオ絵本館（テレビ大阪制作、1985年4月13日 - 10月12日、遅れネット）

（1985年11月 - 1998年3月までアニメ・子ども向け番組放送休止）
- グランダー武蔵RV（1998年4月4日 - 12月26日）
- マジック・スクール・バス（1999年1月9日 - 6月26日）
- 仙界伝 封神演義（1999年7月3日 - 12月25日）
- モンキーマジック（2000年1月 - 3月11日）

（2000年4月 - 2004年9月までアニメ・子ども向け番組放送休止）
- アークエとガッチンポー（2004年10月2日 - 12月25日）

2005年1月以降は金曜18:00 - 18:30に移動。
- ピーチガール（2005年1月8日 - 6月25日）
- シュガシュガルーン（2005年7月2日 - 2006年6月24日）
- 出ましたっ!パワパフガールズZ（2006年7月1日 - 2007年6月30日）
- ◎ファイテンション☆スクール（2007年7月7日 - 2008年3月29日）
- ◎ファイテンション☆テレビ（2008年4月5日 - 2009年3月28日）

（2009年4月 - 2016年3月までアニメ・子ども向け番組放送休止）
- ダイヤのA ベストセレクション（2016年4月9日 - 7月2日）
- タイムトラベル少女〜マリ・ワカと8人の科学者たち〜（2016年7月9日 - 9月24日）
- ◎デジモンユニバース アプリモンスターズ（『デジモンシリーズ』、2016年10月1日 - 2017年3月25日）

2017年4月より土曜9:30 - 10:00に移動。
- BORUTO-ボルト- -NARUTO NEXT GENERATIONS-（2017年4月8日 - 2021年6月26日、リピート放送[注釈 10]・解説放送[注釈 11]）

2021年7月より日曜7:00 - 7:30に移動し継続。
- イニミニマニモ（2021年7月3日 - ）※2022年4月2日まではテレビ東京・テレビ北海道のみネット、同年4月9日以降は関東ローカル。
  - ペッパピッグ（二ヶ国語、2021年7月3日 - 2023年6月24日）
  - しゅつどう!パジャマスク（二ヶ国語、第1話 - 第156話：2021年7月3日 - 2024年7月13日）
  - なぞたまなぞたま　[プリチューブ作品]（2022年4月2日 - 5月21日）
  - みゅ～にまる　[プリチューブ作品]（2022年5月28日 - 6月25日）
  - iiiあいすくりん2（本放送）（2022年7月2日 - 9月17日）[注釈 12]
  - ◎PUI PUI モルカー DRIVING SCHOOL（2022年10月8日 - 12月24日）[注釈 12]

2023年1月7日から3月25日まで『PUI PUI モルカー アンコール』として再放送。
  - ちびゴジラの逆襲（2023年4月1日 - 6月24日）
  - カラーレオン  [プリチューブ作品]  （2023年7月1日 - 8月19日）
  - バービードリームハウスアドベンチャー（英語版）（二ヶ国語、2023年7月1日 - 12月23日、復枠後：2024年7月20日 - 10月19日）

2024年1月より『ミックスジュース!』枠に移動。
  - まついぬ（2023年10月7日 - 12月23日）
  - 最強王図鑑 〜The Ultimate Battles〜（2024年1月6日 - 2025年3月29日）
  - 貼りまわれ!こいぬ（第1期：2024年1月6日 - 3月30日、第2期：2024年7月6日 - 9月28日）
  - iiiあいすくりん2（再放送）（2024年1月6日 - 3月23日）
  - かんたん工作 チョキラーペタラー（2024年4月6日 - 5月18日）
  - クマーバ（第1期：2024年4月6日 - 6月30日、第2期：2024年10月5日 - 12月21日）
  - シブヤラブハチ（第1期：2024年4月6日 - 6月30日、第2期：2024年10月5日 - 12月21日）
  - ニャンビー（2024年5月25日 - 6月30日）
  - Numberblocks -ナンバーブロックス-（英語版）（二ヶ国語、2024年10月26日 - 2025年3月29日）
  - ブルーイ（二ヶ国語、2024年10月26日 - 2025年3月29日）

2025年4月より日曜7:00 - 7:15に移動。

#### 7時30分 - 8時
この枠は1990年代半ば頃まで過去に放送されたアニメ作品の再放送が入ることが多かった（実質再放送含む）。2004年4月から2021年3月にかけては、17年間に渡って『遊☆戯☆王』シリーズの放送が続いていた（『遊☆戯☆王SEVENS』以外は全て過去作の再放送）。
- 魔法のプリンセス ミンキーモモ（1989年4月8日 - 1990年6月30日、再放送）
- 新キャプテン翼（OVA）（1990年7月7日 - 9月29日）
- ミラクルジャイアンツ童夢くん（日本テレビ制作、1990年10月6日 - 1991年9月28日、再放送）
- ダッシュ!四駆郎（1991年10月5日 - 1992年3月28日、再放送）
- 炎の闘球児 ドッジ弾平（1992年4月4日 - 1993年3月27日、再放送）
- 三つ目がとおる（1993年4月3日 - 1994年3月26日、再放送）

この間、アニメ枠休止（1994年4月 - 1997年4月）
- CLAMP学園探偵団（1997年5月3日 - 10月25日）
- 赤ちゃんと僕（1997年11月1日 - 12月27日、再放送）
- BLUE SEED傑作選（1998年1月10日 - 3月28日）
- たこやきマントマン（1998年4月4日 - 1999年9月25日）
- ブースカ! ブースカ!!（1999年10月2日 - 2000年6月24日）
- マジック・スクール・バスII（2000年7月1日 - 9月30日）

この間、アニメ枠休止。（2000年10月 - 2001年3月）
- ぐるぐるタウンはなまるくん（テレビ大阪制作、2001年4月7日 - 9月29日）

1999年10月3日 - 2001年3月25日までは日曜朝9時30分で放送。
- ガイスターズ FRACTIONS OF THE EARTH（テレビ大阪制作、2001年10月6日 - 2002年3月30日）
- 満月をさがして（2002年4月6日 - 2003年3月29日）
- 無限戦記ポトリス（2003年4月5日 - 9月27日）

2003年10月4日以降は土曜10時に移動。
- 幻影闘士バストフレモン（韓国KBS製作、2003年10月4日 - 2004年3月27日）
- 遊☆戯☆王シリーズ
  - 遊☆戯☆王デュエルモンスターズ（2004年4月3日 - 2008年8月2日、再放送）
  - 遊☆戯☆王デュエルモンスターズGX（2008年8月9日 - 2012年1月28日、再放送）
  - 遊☆戯☆王5D's（2012年2月4日 - 2015年1月31日、再放送）
  - 遊☆戯☆王デュエルモンスターズ（HDリマスター版）（2015年2月7日 - 2019年6月29日、再放送）
  - 遊☆戯☆王デュエルセレクション（2019年7月6日 - 2020年3月21日、再放送）
  - ◎遊☆戯☆王SEVENS（2020年4月4日 - 2021年3月20日）

2021年4月より日曜7:30 - 8:00に移動。
- レゴタイム
  - レゴ モンキーキッド（2021年4月3日 - 5月29日）
  - レゴ フレンズ（2021年6月5日 - 6月26日）
- ファンファンキティ!（非アニメ・バラエティ番組）（2021年7月3日 - 2022年3月26日）

月曜17:55 - 18:25から移動。
- ミラキュラス レディバグ&シャノワール（海外アニメ・日本語吹替版）（2022年4月2日 - 2023年9月23日）

#### 8時 - 8時30分
テレビ愛知制作枠。以下は非アニメ番組であるもののあにてれ管轄として括られている番組を掲載。
- □トミカヒーローシリーズ
  - トミカヒーロー レスキューフォース（2008年4月5日 - 2009年3月28日）
  - トミカヒーロー レスキューファイアー（2009年4月4日 - 2010年3月27日）
- ◎ヴァンガ道（第2期、バラエティ番組）（2013年4月6日 - 12月28日）
- ニンジャラ・ナンジャラ（バラエティ番組・ゲーム情報番組）（2021年10月2日 - 12月25日）
- ハナコ書店（バラエティ番組）（2022年1月8日 - 9月24日）
- ヴァンガード関連のバラエティ番組
  - ENJOY! ヴァンガろうTV[5]（2024年4月27日 - 6月29日）
  - ENJOY!! ヴァンがろうTV（2024年10月19日 - 2025年1月4日）
  - ENJOY!!! ヴァンガろうTV[6]（2025年4月26日 - 6月28日）
BSではBS日テレにて放送。

#### 8時30分 - 9時
2002年4月に新設されてから2015年3月までは小学館集英社プロダクションや小学館が制作に関与した作品が放送されていた。
- ◎わがまま☆フェアリーミルモでポン!（2002年4月6日 - 2003年9月27日）

2003年10月7日以降は火曜19時30分に移動し（一部系列ではプロ野球中継の関係で時差ネット）、『わがまま☆フェアリーミルモでポン! ごおるでん』に改称、その後は『わんだほう』『ちゃあみんぐ』と改題を続けながら2005年9月27日まで放送された。
- ◎ロックマンシリーズ
前シリーズ『ロックマンエグゼ』は月曜18時30分で放送。
  - ロックマンエグゼAXESS（2003年10月4日 - 2004年9月25日）
  - ロックマンエグゼStream（2004年10月2日 - 2005年9月24日）
  - ロックマンエグゼBEAST（2005年10月1日 - 2006年4月1日）
- ◎おはコロシリーズ
  - おはコロシアム（2006年4月8日 - 2010年3月27日）
  - おはコロ（2010年4月3日 - 2011年3月26日）
  - おはコロっす（2011年4月2日 - 9月24日）

『おはコロ』最終回は地震の影響から4月17日の日曜朝10時で振り替え放送された。
2011年10月から『おはコロ』シリーズは8時45分 - 9時に短縮。
『おはコロ』シリーズ内で放送されたアニメ・特撮についてはこちらを参照
- ◎デュエル・マスターズシリーズ
  - デュエル・マスターズ ビクトリーV3（2013年4月6日 - 2014年3月29日）
  - デュエル・マスターズ VS（2014年4月5日 - 2015年3月28日）

2015年4月5日以降は『デュエル・マスターズ VSR』に改題の上、日曜8:30 - 9:00に移動。
ここまでテレビ東京制作。

##### 8時30分 - 8時45分
- ◎デュエル・マスターズシリーズ

『おはコロ』シリーズから単独番組化。
- - デュエル・マスターズ ビクトリー（2011年10月1日 - 2012年3月31日）

2011年9月までは『おはコロっす』アニメ前半枠で放送。
- - デュエル・マスターズ ビクトリーV（2012年4月7日 - 2013年3月30日）

##### 8時45分 - 9時
- ◎おはコロシリーズ

おはコロシリーズを15分縮小して放送。
- - おはコロ＋（2011年10月1日 - 2012年3月31日）
  - おはコロアップ（2012年4月7日 - 2013年3月30日）

2013年4月から『おはコロ』シリーズは15分繰り下げ。
『おはコロ』シリーズ内で放送されたアニメ・特撮については「おはコロシアム#アニメ・ドラマコーナー」を参照

#### 9時 - 9時30分
2016年3月までの時差ネット局の放送時間は作品項目を参照。2008年3月まではテレビ北海道も同時ネット。この枠は特撮番組が入ることもある。
- フォルツァ!ひでまる（2002年4月6日 - 9月28日）

※福岡県のみ系列のTVQ九州放送ではなく、フジテレビ系列（FNS）のテレビ西日本で放送された。
- 真・女神転生Dチルドレン ライト&ダーク（2002年10月5日 - 2003年9月27日）
- ◎□超星神シリーズ
  - 超星神グランセイザー（2003年10月4日 - 2004年9月25日）
  - 幻星神ジャスティライザー（2004年10月2日 - 2005年9月24日）
  - 超星艦隊セイザーX（2005年10月1日 - 2006年6月24日）
- ◎おとぎ銃士 赤ずきん（2006年7月1日 - 2007年3月31日）
- ◎BLUE DRAGONシリーズ
  - BLUE DRAGON（2007年4月7日 - 2008年3月29日）
  - BLUE DRAGON 天界の七竜（2008年4月5日 - 2009年3月28日）
- 極上!!めちゃモテ委員長シリーズ
  - 極上!!めちゃモテ委員長（2009年4月4日 - 2010年3月27日）
  - 極上!!めちゃモテ委員長 セカンドコレクション（2010年4月3日 - 2011年3月26日）

「MMTV」最終回は震災による休止の影響から、2011年4月10日の日曜朝10時で振り替え放送された。
- とっとこハム太郎シリーズ
  - とっとこハム太郎でちゅ（2011年4月2日 - 2012年3月31日、再放送）

本編パートは4:3サイズにサイドパネルを追加したものであるが、OPやおまけコーナーなどは16:9サイズで制作された新規のものとなっている。
- - とっとこハム太郎（2012年4月7日 - 2013年3月30日）

『とっとこハム太郎でちゅ』をリニューアルした番組。
2012年4月のみ新作アニメを放送。
- ◎テンカイナイト（2014年4月5日 - 2015年3月28日）
- □ウルトラシリーズ
  - ◎新ウルトラマン列伝（2016年4月2日 - 6月25日）

火曜18:00 - 18:30から移動。
- - ◎ウルトラマンオーブ（2016年7月9日 - 12月24日）
  - ◎ウルトラマンゼロ THE CHRONICLE（2017年1月7日 - 6月24日）
  - ウルトラマンジード（2017年7月8日 - 12月23日）
  - ウルトラマンオーブ THE CHRONICLE（2018年1月6日 - 6月30日）
  - ウルトラマンR/B（2018年7月7日 - 12月22日）
  - ウルトラマン ニュージェネレーションクロニクル（2019年1月5日 - 2019年6月29日）
  - ウルトラマンタイガ（2019年7月6日 - 2019年12月28日）
  - ウルトラマン クロニクル ZERO&GEED（2020年1月11日 - 6月13日）
  - ウルトラマンZ（2020年6月20日 - 12月19日）
  - ウルトラマン クロニクルZ ヒーローズオデッセイ（2021年1月9日 - 6月26日）
  - ウルトラマントリガー NEW GENERATION TIGA（2021年7月10日 - 2022年1月22日）
  - ウルトラマン クロニクルD（2022年1月29日 - 6月25日）
  - ウルトラマンデッカー（2022年7月9日 - 2023年1月21日）
  - ウルトラマン ニュージェネレーション スターズ（第1期）（2023年1月28日 - 6月24日）
  - ウルトラマンブレーザー（2023年7月8日 - 2024年1月20日）
  - ウルトラマン ニュージェネレーション スターズ（第2期）（2024年1月27日 - 6月22日）
  - ウルトラマンアーク（2024年7月6日 - 2025年1月18日）
  - ウルトラマン ニュージェネレーション スターズ（第3期）（2025年1月25日 - 6月21日）

##### 9時 - 9時14分
テレビ北海道・テレビせとうちは翌週土曜7時、TVQ九州放送では翌週土曜6時30分にて遅れネット。
- カリメロ（2015年4月4日 - 2016年3月26日）

2015年3月までは火曜7:30 - 7:45で放送されていた。2016年4月より日曜7:00 - 7:14に移動。

##### 9時 - 9時15分
テレビ北海道・テレビせとうちは翌週土曜7時、TVQ九州放送では翌週土曜6時30分にて遅れネット。
2009年4月から2015年3月までは、8時30分同様に全ての作品で小学館集英社プロダクションや小学館が制作に関与していた。
- おはコロポップ（2013年4月6日 - 2014年3月29日）

※2013年4月から「おはコロ」シリーズを15分繰り下げ。

##### 9時14分 - 9時30分
同時または遅れネット局の構成は9時枠に同じ。
- GON-ゴン-（2015年4月4日 - 9月26日）

2015年3月までは火曜7:45 - 8:00で放送されていた。
- いとしのムーコ（2015年10月3日 - 2016年3月26日）

##### 9時15分 - 9時30分
同時または遅れネット局の構成は9時に同じ。
- ロボカーポリー（2013年4月6日 - 2014年3月29日）

#### 9時30分 - 10時
2016年3月までの各ネット局での放送時間は作品項目を参照。
- ローリー・ポーリー・オーリー（2002年4月6日 - 6月29日）
- トータリー・スパイズ!（2002年7月6日 - 9月28日）
- ふぉうちゅんドッグす（2002年10月5日 - 2003年3月29日）

2002年7月4日 - 9月26日までは木曜夕方18時30分で放送していた。BSジャパン（当時）では本放送終了後に遅れネットされた。
- 魔探偵ロキRAGNAROK（2003年4月5日 - 9月27日）
- ◎カレイドスター 新たなる翼（2003年10月4日 - 2004年3月27日）

木曜17時25分から移動（テレビ東京の場合）。
- DAN DOH!!（2004年4月3日 - 9月25日）
- VIEWTIFUL JOE（2004年10月2日 - 2005年9月24日）
- 韋駄天翔（2005年10月1日 - 2006年9月30日）
- ぷるるんっ!しずくちゃん（2006年10月7日 - 2007年9月29日）

2007年10月以降は『ぷるるんっ!しずくちゃん あはっ☆』へと改題し同時ネット枠の日曜朝9時に移動。
- しゅごキャラ!シリーズ
  - しゅごキャラ!（2007年10月6日 - 2008年9月27日）
  - しゅごキャラ!!どきっ（2008年10月4日 - 2009年9月26日）
  - しゅごキャラパーティー!（2009年10月3日 - 2010年3月27日）
- ジュエルペットシリーズ
第1期の日曜朝9時30分から移動（製作局もテレビ大阪からテレビ東京に変更）。
  - ジュエルペット てぃんくる☆（2010年4月3日 - 2011年4月2日）
  - ジュエルペット サンシャイン（2011年4月9日 - 2012年3月31日）
  - ジュエルペット きら☆デコッ!（2012年4月7日 - 2013年3月30日）
  - ジュエルペット ハッピネス（2013年4月6日 - 2014年3月29日）
  - レディ ジュエルペット（2014年4月5日 - 2015年3月28日）
  - ジュエルペット マジカルチェンジ（2015年4月4日 - 12月26日）
- リルリルフェアリル〜妖精のドア〜（2016年2月6日 - 3月26日）

2016年4月より土曜10:00 - 10:30に移動、TXN6局同時ネットに昇格。
- レゴタイム
  - レゴ ニンジャゴー（2016年4月2日 - 6月4日）
  - レゴ ネックスナイツ（2016年6月11日 - 10月22日）
  - レゴ ニンジャゴー（2016年10月29日 - 11月26日）
  - レゴ ネックスナイツ（2016年12月3日 - 2017年3月11日）
  - レゴ ニンジャゴー（2017年3月18日 - 3月25日）
- ◎デジモンユニバース アプリモンスターズ（2017年4月1日 - 9月30日）

土曜7:00 - 7:30から移動。
- ◎ピカちんシリーズ
  - ピカっと解決 ピカちんハンター（非アニメ・バラエティ番組）（2017年10月7日 - 12月23日）
  - ポチっと発明 ピカちんキット（2018年1月6日 - 2020年3月28日）
- パズドラ（2020年4月4日 - 9月26日）

月曜18:25 - 18:55から移動。2020年10月より日曜18:00 - 18:30に移動。
- ドラゴンクエスト ダイの大冒険 (2020年版)（2020年10月3日 - 2022年10月22日）

第1作（1991年版）はTBS系列で放送。
- ゲーム「Shadowverse」関連
  - シャドウバースFLAME（2022年10月29日 - 2023年3月25日）

土曜10:00 - 10:30から移動。
  - マヂカルラブリーの全力！アニシャド応援部（非アニメ・バラエティ番組・ゲーム情報番組、2023年4月1日 - 6月24日）
  - シャドウバースF セブンシャドウズ編（2023年7月8日 - 12月23日）
  - マヂカルラブリーの全力!アニシャド応援部2（非アニメ・バラエティ番組・ゲーム情報番組、2024年1月6日 - 3月30日）
  - シャドウバースFLAME アーク編（2024年4月13日 - 9月28日）
- ウマ娘 プリティーダービー（系列外製作[注釈 13]、season2：2024年10月5日 - 2025年1月4日、saeson3：2025年1月11日 - 3月29日[注釈 14]）

##### 9時45分 - 10時
- ぷにるんず ぷに2 セレぷション（2025年4月5日 - 6月28日、再放送番組）
  - 本放送は日曜 9:15 - 9:30で放送。

#### 10時 - 10時30分
- 無限戦記ポトリス（2003年10月4日 - 2004年3月27日）

2003年9月27日以前は土曜7時30分で放送。
- ◎ケロロ軍曹（1stシーズン、2004年4月3日 - 2005年3月26日）

2ndシーズンは金曜18時で、3rdシーズンは金曜17時30分での放映だった。
- ◎ふしぎ星の☆ふたご姫シリーズ
  - ふしぎ星の☆ふたご姫（2005年4月2日 - 2006年3月25日）
  - ふしぎ星の☆ふたご姫 Gyu!（2006年4月1日 - 2007年3月31日）
- ◎ケロロ軍曹シリーズ
  - ケロロ軍曹（4thシーズン - 6thシーズン、2007年4月7日 - 2010年3月27日）

3rdシーズンの金曜17時30分から回帰する形で移動。2010年4月以降（7thシーズン）は放送枠が短縮・分割された。
- - ケロロ軍曹（7thシーズン、2010年4月3日 - 2011年4月2日）

最終回（『ケロロ軍曹 史上最高の侵略スペシャル!!』）を除き、10時 - 10時15分での放送。
テレビ東京のみ、日曜深夜に『ケロロ軍曹乙』を放送していた。
- ◎SDガンダム三国伝 Brave Battle Warriors（2010年4月3日 - 2011年3月26日）

2010年12月25日放送分を除き、10時15分 - 10時30分での放送。
- ◎プリティーシリーズ

2015年3月まではBSジャパンでも同時ネット。
- - プリティーリズム・オーロラドリーム（2011年4月9日 - 2012年3月31日）
  - プリティーリズム・ディアマイフューチャー（2012年4月7日 - 2013年3月30日）
  - プリティーリズム・レインボーライブ（2013年4月6日 - 2014年3月29日）
  - プリティーリズム・オールスターセレクション（2014年4月5日 - 6月14日）
  - 特別開校! プリパラスクール（2014年6月21日 - 6月28日）
  - プリパラ（2014年7月5日 - 2015年9月26日）

2015年10月以降は月曜18時30分に移動。
- 妖怪ウォッチ もんげーセレクションズラ!（2015年10月3日 - 2016年3月26日、セレクション放送）
- リルリルフェアリル〜妖精のドア〜（2016年4月2日 - 2017年3月25日）

土曜9:30 - 10:00から移動。第2期『〜魔法の鏡〜』は『特捜警察ジャンポリス』と枠交換し、金曜17時55分へ移動して放送。
- 特捜警察ジャンポリス（非アニメ・バラエティ番組）（2017年4月1日 - 2019年3月30日）

金曜17:55 - 18:25から移動。
- けだまのゴンじろー（2019年4月6日 - 2020年3月28日）
- シャドウバースシリーズ
  - シャドウバース（2020年4月11日 - 2022年3月19日、本放送中のリピート放送→再放送）
  - シャドウバースFLAME（2022年4月2日 - 10月22日）

2022年10月29日より土曜9:30 - 10:00に移動（30分繰り上げ）。
- ニンジャラ（2022年10月29日 - 2023年9月30日）

土曜10:30 - 11:00から移動。
2023年10月7日より土曜7:30 - 8:00に移動。
（2023年10月はアニメ・子ども向け番組放送休止）
- あきらめないのがオレのTV（非アニメ・バラエティ番組、ゲーム『ブラッククローバーモバイル』に関するゲーム情報番組）（2023年11月4日 - 12月23日）
- ミックスジュース! （海外アニメ、二ヶ国語版、2024年1月6日 - 3月30日）
  - ホットウィール モンスタートラック （Hot Wheels Monster Trucks Camp Crush ）
  - バービードリームハウスアドベンチャー（英語版）  （約22分のエピソードを複数回に分割して放送）
- ◎オーイ! とんぼ[7]（第1期：2024年4月6日 - 9月28日[注釈 18]、第2期：2024年10月5日 - 2025年3月22日[注釈 19]）

（2025年4月 - 6月までアニメ・子ども向け番組放送休止）

#### 10時30分 - 11時
- ◎家庭教師ヒットマンREBORN!（2006年10月7日 - 2010年9月25日）
- 爆丸バトルブローラーズ ニューヴェストロイア（2010年10月2日 - 2011年3月26日[注釈 20]）

火曜19時から移動。第3期『ガンダリアンインベーダーズ』は日曜9時へ移動して放送。
本枠で放送された最新話が5日後の木曜17時30分にて『爆丸アンコール』としてリピート放送されていた。
- FAIRY TAIL（2011年4月2日 - 2013年3月30日）

月曜19時30分から移動。
過去に本枠で放送された最新話が5日後の木曜17時30分にて『おさらいっ! フェアリーテイル』としてリピート放送されていた。
- 探検ドリランド -1000年の真宝-（2013年4月6日 - 2014年3月29日）
- FAIRY TAIL 新シリーズ（第2期）（2014年4月5日 - 2016年3月26日）

（2016年4月 - 2019年3月までアニメ・子ども向け番組放送休止）
- パウ・パトロール（第1話 - 第26話）（2019年4月6日 - 9月28日）
- ◎アイカツオンパレード!（アイカツ!シリーズ）（2019年10月5日 - 2020年3月28日）

（2020年4月 - 9月までアニメ・子ども向け番組放送休止）
- パズドラ（2020年10月3日 - 2021年9月25日、再放送[注釈 21]）

（2021年10月 - 12月までアニメ・子ども向け番組放送休止）
- ニンジャラ（2022年1月8日 - 10月22日）[注釈 22]

2022年10月29日より土曜10:00 - 10:30に移動（30分繰り上げ）。
（2022年10月29日以降アニメ・子ども向け番組放送休止）